# Tribù
Una tribù, nel campo dell'antropologia, è una società umana, cioè un'unità sociale determinata, in possesso di una relativa omogeneità culturale e linguistica. Il concetto di tribù non implica per forza un'unità territoriale, non è raro per l'appunto trovare sottogruppi della tribù stanziati in zone, il concetto di tribù viene contrapposto a quello di stato ed in passato l'antropologia soleva considerare le società tribali come prive di un'autorità statale e di conseguenza di un sistema politico definito chiaramente. Anche se tale dibattito è ancor oggi vivo, ai giorni nostri si tende rifiutare questa opposizione tra società organizzate in stato e società "senza stato".
La tribù, nella sua forma ideale, comprende diversi sottogruppi che possono essere individuati come clan o come lignaggio.

## Tribù di Atene
Nell'antica Grecia il termine tribù (in greco antico: φυλή?, phylé) o phyle indicava un raggruppamento sociale di carattere antropologico che più tardi ebbe un carattere politico.
Dopo la riforma costituzionale di Clistene (508 a.C.), i cittadini di Atene furono divisi in 10 tribù territoriali, denominate con termini ispirati a dieci eroi ateniesi: I: Eretteide; II: Egeide; III: Pandionide; IV: Leontide; V: Acamantide; VI: Eneide (od Oineide); VII: Cecropide; VIII: Ippotontide; IX: Aiantide; X: Antiochide. Ciascuna tribù era divisa in tre trittie. Più tardi il numero delle tribù fu elevato a 12 e infine a 13.
Sulle tribù territoriali erano fondate sia la struttura dell'esercito ateniese che la scelta dei magistrati.

## Antica Roma
Le notizie che i Romani hanno tramandato sulla loro storia antica citano tre tribù: ramnies, luceres e tities che nemmeno per gli storici di epoca antica avevano un'esatta identità; secondo alcuni corrispondevano ai tre popoli che parteciparono alla fondazione della nazione romana (latini, etruschi, sabini) ed in particolare dai loro mitici capi (Romulus, Lucumon o Lygmon, e Titus Tatius) ma questi nomi sarebbero tutti di origine etrusca.
Secondo la tradizione, il re Servio Tullio nel VI secolo a.C. avrebbe diviso la popolazione in cinque classi, secondo il censo, ed in centurie. Con tale riforma furono istituite quattro tribù urbane ed un numero da 16 a 26 tribù rustiche, stabilite quindi su base territoriale ed in cui si poteva entrare solo avendo possedimenti terrieri nella zona, quindi ciò escludeva a priori la plebe.
È però verosimile che proprio la tribù sia stata culla della consapevolezza politica della plebe, i cui magistrati, detti tribunus, avevano come significato proprio "uomini della tribù". Nel 241 a.C. le tribù rustiche passarono a 31 a causa dell'aumentare della popolazione, dell'estensione della cittadinanza e della fondazione di nuove colonie; dopo la guerra sociale dell'88 a.C. l'iscrizione alle tribù fu estesa a tutti gli italici. I funzionari addetti alle tribù, detti Tribuni aerarii perché si occupavano principalmente di pagare il soldo (aes) ai soldati, ebbero come nuovo compito principale quello di collaborare con il censore alla compilazione delle liste di cittadini, e furono chiamati centuriones.
Ma la partecipazione di tutti gli italici alle tribù dette vita ad una frammentazione e dispersione che rese complicato il lavoro dei centuriones, fu così che nel I secolo a.C. le loro funzioni furono trasferite al nuovo istituto del municipium, anche se la tribù non fu abolita, continuando ad avere un ruolo nelle elezioni ad esempio dei concilia plebis tributa e dei comitia tributa.

## Le tribù di Israele
Nell'antico Israele le tribù erano originariamente costituite su base familiare e di clan; secondo la tradizione erano in numero di dodici più la tribù sacerdotale di Levi, che era priva di territorio. Queste dodici tribù venivano fatte risalire agli eponimi undici figli di Giacobbe ed ai suoi due nipoti figli di Giuseppe.
Non tutti i testi biblici concordano sul numero e sui nomi di queste tribù, sembra certo comunque che l'esodo dall'Egitto e lo stanziamento a Canaan non coinvolse tutte le tribù o non tutte contemporaneamente.
Nei due secoli che precedettero l'epoca monarchica, la coesione politica tra tribù fu scarsa ed occasionale. La divisione territoriale in tribù fu superata da Salomone che creò distretti diretti da suoi funzionari. Tra il 724 a.C. ed il 722 a.C. i re assiri Salmanassar V e Sargon II attaccarono le tribù settentrionali, la stessa sorte colpì il regno di Giuda circa centoventi anni dopo, i deportati tornarono solo tra il 538 a.C. ed i decenni successivi, sicché gli ebrei oggi esistenti si ricollegano tradizionalmente alla sola tribù di Giuda, oltre ai leviti ed ai sacerdoti che si considerano membri della tribù di Levi.

## Le tribù arabe
Nel periodo preislamico furono rare le strutture politiche stabili tra gli Arabi. Assai diffusa invece era, specialmente nell'Arabia, la realtà tribale, in cui tutti gli appartenenti di un determinato gruppo umano che insisteva su un territorio (pur spesso nomadando per motivi di pascolo) si ritenevano discendenti da un comune eponimo (reale o mitico). In tale realtà culturale, socio-economica e politica operavano potentemente i vincoli di consanguineità agnatizia. A tale struttura si dava il nome di qabīla (in arabo قبيلة‎?).
Essa era articolata su un certo numero. assai variabile, di famiglie nucleari, di clan (ʿashīra, in arabo عشيرة‎?) o di lignaggi (nisab, in arabo نسب‎?), che s'identificavano come progenie di un comune antenato reale.